# Толстяк (бомба)
Толстяк (англ. Fat Man) — кодовое имя атомной бомбы, разработанной в рамках Манхэттенского проекта, сброшенной США 9 августа 1945 года на японский город Нагасаки, спустя 3 дня после бомбардировки Хиросимы.
Бомба работала на основе распада плутония-239 и имела имплозивную схему подрыва. Фактически, это было устройство «Gadget» («Штучка», от англ. gadget, испытание которого, «Тринити», было проведено 16 июля того же года), снабжённое внешней оболочкой.

## Конструкция
Плутониевое ядро массой около 6 кг этой бомбы было окружено массивной оболочкой из урана-238 — тампером. Эта оболочка служила для инерционного сдерживания раздувающегося в процессе цепной реакции ядра, чтобы как можно большая часть плутония успела прореагировать. Не менее важная миссия тампера — быть отражателем нейтронов, покидающих активную зону реакции. Кроме того, в процессе соударений с ядрами урана-238 нейтроны теряют энергию, замедляются, становятся тепловыми. Такие нейтроны с низкими энергиями наиболее эффективно поглощаются ядрами плутония.
Тампер был окружён обжимающей оболочкой (англ. pusher) из алюминия. Она обеспечивала равномерность сжатия ядерного заряда ударной волной, одновременно предохраняя внутренние части заряда от непосредственного контакта со взрывчаткой и раскалёнными продуктами её разложения.

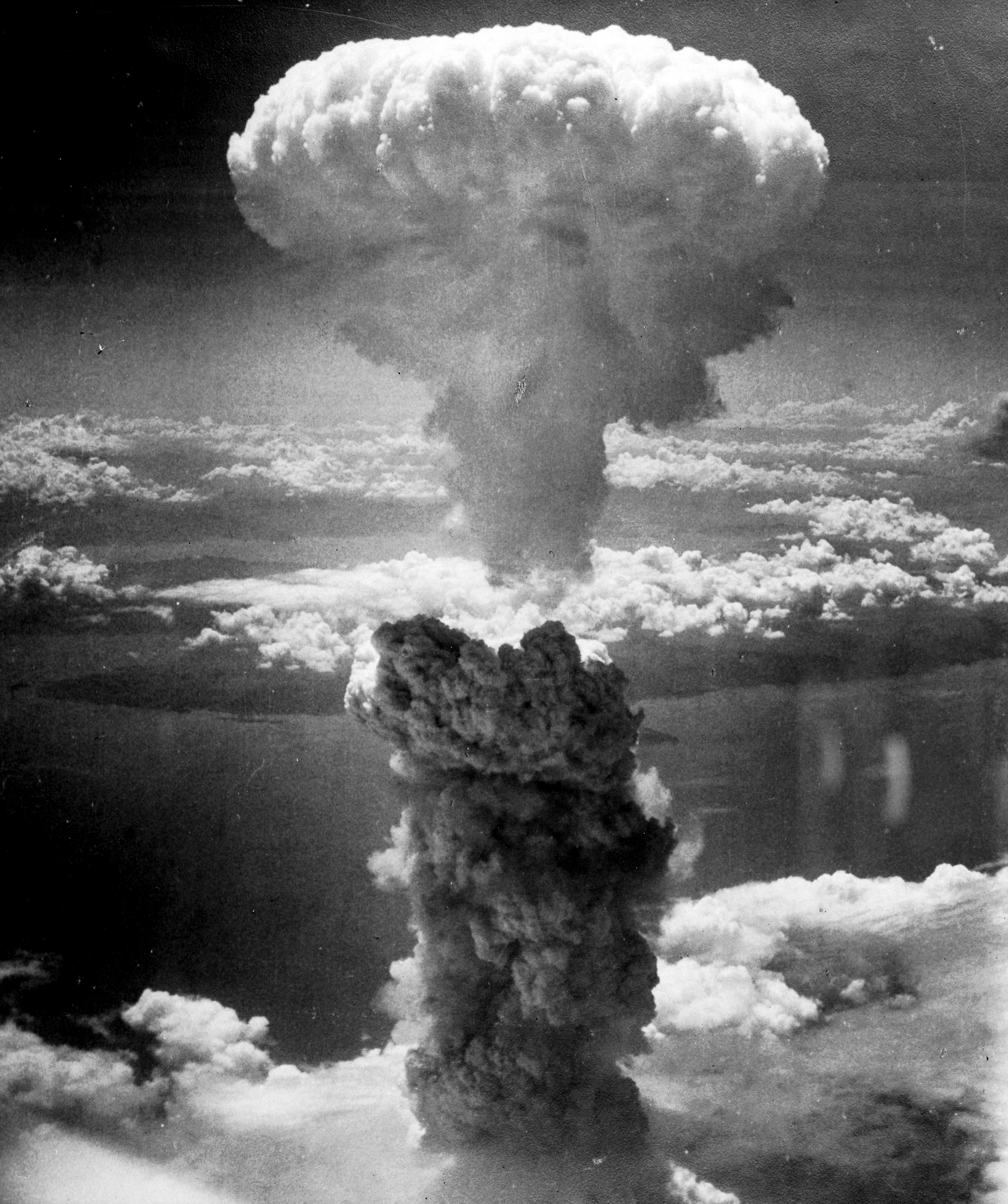
Бомбардировка Нагасаки

Кроме того, в бомбе имелся модулированный инициатор нейтронов — так называемый «ёжик» (англ. urchin). Обычно «ёжик» — шарик диаметром порядка 2 см из бериллия, покрытый тонким слоем сплава иттрия с полонием или металлического полония-210. «Ёжик» располагается внутри полого плутониевого ядра. Это — первичный источник нейтронов. Он срабатывает в момент перевода заряда в сверхкритическое состояние — при сжатии ядерного заряда взрывной волной обычной взрывчатки ядра полония и бериллия в «ёжике» сближаются, и — испускаемые радиоактивным полонием-210 альфа-частицы выбивают из бериллия нейтроны. Дальше они пролетают сквозь основной заряд, инициируя при столкновениях с ядрами плутония-239 цепную ядерную реакцию. Те нейтроны, что выскакивают за пределы основного заряда, либо тормозятся в тампере, либо отражаются назад в основной заряд.
Эта схема всё же была признана малоэффективной, и неуправляемый тип нейтронного инициирования почти не применялся в дальнейшем.

## Послевоенное развёртывание
Высоко оценив потенциал плутониевой имплозионной бомбы, командование ВВС армии США в ноябре 1945 запросило Лос-Аламос о производстве 200 бомб Mk-III. Однако на тот момент в наличии имелось только два плутониевых заряда. Помимо этого, конструкция прототипного «Толстяка» имела ряд существенных недостатков, не имевших значения для демонстратора, но существенно затруднявших массовое применение этого оружия.
В июле 1946 года два заряда типа Mk-III были использованы в ходе учений «Crossroads». Целью этих испытаний было изучить возможности применения атомного оружия против военных кораблей. Было проведено два взрыва; воздушный и подводный, оба эквивалентом около 23 килотонн. По результатам учений улучшенная версия бомбы Mk-III Mod 0 была запущена в серийное производство. Тем не менее, к августу 1946 года в наличии имелось всего девять готовых к применению плутониевых зарядов.
Бомба Mk-III производилась весьма длительное время в разных модификациях. Это было связано со стремлением в первую очередь увеличить существующий арсенал, прежде чем заниматься созданием более совершенных зарядов. В 1948 году производство бомбы Mk-III Mod 0 было заменено новыми моделями Mod 1 и Mod 2. Эти модификации имели лишь небольшие отличия от базового прототипа, направленные на более безопасное применение; так, конденсаторы их системы зажигания заряжались только после сброса с самолёта. К 1948 на вооружении имелось 53 бомбы Mod 0, которые были впоследствии переделаны в бомбы Mod 1 и Mod 2.
Общее производство бомб Mk-III всех моделей составило с 1945 по 1949 около 120 штук. На этот период эти бомбы составляли основу американского ядерного арсенала. В 1950 они были сняты с вооружения в связи с моральным устареванием; их сменила более совершенная бомба Mk-4.